# Орджонікідзевська районна в м. Харкові рада
Орджонікідзевська районна в м. Харкові рада — районна в м. Харкові рада, представницький орган, що здійснює функції та повноваження місцевого самоврядування, визначені Конституцією України і законами України, бере участь у місцевому самоврядуванні м. Харкова, створює свої виконавчі органи та обирає голову ради, який одночасно є і головою її виконавчого комітету, самостійно складає, розглядає, затверджує та виконує районний бюджет.
Не утворена (ліквідована) після закінчення терміну повноважень V (XXV) скликання 2010 року на підставі рішення чергової 38 сесії Харківської міської ради V скликання, що відбулася 25 листопада 2009 року.

## Депутати, склад депутатських фракцій і постійних комісій

### V (XXV) скликання
Список депутатів V скликання складає 51 особа. Депутати були обрані від:
- Партії регіонів;
- блоку політичних партій «Блок Юлії Тимошенко» (Харківської міської партійної організації "ВО «Батьківщина» та Харківської міської організації УСДП);
- блоку місцевих організацій політичних партій «БЛОК ВОЛОДИМИРА ШУМІЛКІНА — ЗА ХАРКІВ» (Харківська міська організація Партії промисловців і підприємців України, Харківська міська організація Партії Християнсько-Демократичний Союз);
- партії «ВІЧЕ»;
- виборчого блоку «Блок Наталії Вітренко „Народна опозиція“» Прогресивної соціалістичної партії України та Партії «Русько-Український Союз (РУСЬ)»;
- Комуністичної партії України;
- виборчого блоку місцевих організацій політичних партій «БЛОК ГОШОВСЬКОГО „ЗА СОЮЗ“» (Партії «Соціалістична Україна» і Партії «Союз»).

Створено шість постійніх комісій:
- з питань бюджету та фінансів;
- з економічного розвитку, підприємництва, споживчого ринку та земельних відносин;
- з питань житлового та комунального господарства, транспорту, зв'язку, будівництва та екології;
- з питань освіти, молодіжної політики, культури та спорту;
- з питань охорони здоров'я та соціального захисту
- з питань місцевого самоврядування, регламенту і депутатської діяльності та зв'язку з громадськими об'єднаннями.

## Голова ради
- Головко Володимир Васильович, з квітня 2006 р.